# هاري إتش. كولي
هاري إتش. كولي هو فلاح وسياسي أمريكي، ولد في 13 نوفمبر 1893 في جورجيا في الولايات المتحدة، وتوفي في 21 أكتوبر 1986 في راندولف في الولايات المتحدة. نشط حزبياً في الحزب الديمقراطي. وقد انتخب عضو مجلس نواب فيرمونت ‏.